# Loi sur la vente d'objets
Une loi sur la vente d'objets (en anglais : Sale of Goods Act) est une loi sur la vente de biens par des marchands et non-marchands dans les pays et provinces de common law.

## Droit par pays

### Canada
Chacune des neuf provinces de common law a une loi sur la vente d'objets qui est une copie d'une loi britannique du XIXe siècle; par exemple, la Loi sur la vente d'objets de l'Ontario.
Au Québec, il n'existe pas de Loi sur la vente d'objets, mais les articles 34 à 54 de la Loi sur la protection du consommateur  (LPC) contiennent plusieurs des mêmes garanties que les LVO des provinces de common law; toutefois, contrairement aux LVO, il n'est pas possible de déroger à la LPC.